# Коронавірусна хвороба 2019 у Замбії
Коронаві́русна хворо́ба 2019 у За́мбії — розповсюдження пандемії коронавірусу територією Замбії.
Перший випадок появи коронавірусної хвороби було виявлено на території Замбії 18 березня 2020 року.
Станом на 24 березня 2020 року у Замбії 3 підтверджених випадки коронавірусу.

## Хронологія
17 березня уряд Замбії закрив усі навчальні заклади та встановив деякі обмеження на закордонні поїздки.
18 березня міністр охорони здоров'я Замбії повідомив про перші 2 випадки захворювання на COVID-19. Пацієнти були парою, громадянами Замбії, чоловіку 39 років, дружині 37 років, вони їздили до Франції на відпочинок..
22 березня було зафіксовано третій випадок. Інфікованим виявився 59-річний чоловік, котрий подорожував до Пакистану і повернувся до Лусаки 18 березня.